# Drosophila testacens
Drosophila testacens är en tvåvingeart som beskrevs av Wheeler 1981. Drosophila testacens ingår i släktet Drosophila och familjen daggflugor.
Artens utbredningsområde är Frankrike.